# Andreas Güntner
Andreas Güntner (* 21. Juli 1988 in München) ist ein ehemaliger deutscher Fußballspieler, der bis Sommer 2016 beim Berliner Regionalligisten BFC Dynamo unter Vertrag stand.

## Werdegang
Andreas Güntner begann seine Karriere als Fußballspieler 1997 beim TSV Kareth-Lappersdorf. 2000 ging er nach München und besuchte dort die Leistungssportklasse des Theodolinden-Gymnasiums, ehe er nach Regensburg an den dortigen DFB-Stützpunkt zurückkehrte. Er wurde auch in die Bayernauswahl berufen. 2003 wechselte er in die Jugendabteilung des SSV Jahn Regensburg.
Als Jugendspieler wurde Güntner in der U-23 eingesetzt. 2007 rückte er in den Kader der ersten Mannschaft auf und kam im Dezember des Jahres beim 1:1-Unentschieden gegen die Stuttgarter Kickers in der Regionalliga Süd zu einem Kurzeinsatz. Nachdem sich der Klub für die 3. Liga qualifiziert hatte, debütierte er beim 2:2-Unentschieden gegen den FC Carl Zeiss Jena zum Saisonauftakt im deutschen Profifußball. Güntner stand dabei in der Anfangsformation, ehe er beim Stand von 0:2 in der 56. Minute durch den Offensivspieler Nico Beigang ersetzt wurde. Im September 2009 kehrte er Jahn den Rücken und wechselte für sein Studium in International Business an die University of Memphis. In dieser Zeit spielte er für die Memphis Tigers im Soccer Team der Universität. Nach drei Jahren kehrte er im Frühjahr 2013 nach Regensburg zurück und spielte für die zweite Mannschaft des SSV Jahn Regensburg, bevor er im Sommer 2013 in die erste Mannschaft aufrückte. In der Saison 2013/14 wurde er Stammspieler im Defensiven Mittelfeld, am Ende der Spielzeit verlängerte sich sein Vertrag um ein weiteres Jahr.
Im Mai 2015 wechselte Güntner nach Berlin zum BFC Dynamo, wo er seinen Trainer aus Jahn-Regensburg-Zeiten, Thomas Stratos, wieder traf.

## Privates
Güntner ist mit der Tennisspielerin Courtney Collins verlobt.